# Griechische Davis-Cup-Mannschaft
Die griechische Davis-Cup-Mannschaft ist die Tennisnationalmannschaft Griechenlands.

## Geschichte
1927 nahm Griechenland erstmals am Davis Cup teil. Ihr bestes Ergebnis erzielte die Mannschaft im Jahr 2002, als sie die zweite Runde der Europa/Afrika-Gruppenzone I erreichen konnten. Erfolgreichster Spieler ist Konstantinos Economidis, der in 37 Partien insgesamt 44 Spiele gewinnen konnte, davon 26 im Einzel und 18 im Doppel. Er ist außerdem mit seinen 37 Teilnahmen Rekordspieler seines Landes.